# Position ouverte
Cet article utilise la notation algébrique pour décrire des coups du jeu d'échecs.
Au jeu d'échecs, une position ouverte est le résultat d'une suite de coups où les pions centraux ont été échangés. Il en résulte premièrement que les colonnes, rangées et diagonales sont dégagées, et deuxièmement que la possibilité de combinaisons est accrue. Ce second point explique pourquoi il est mauvais d'ouvrir la position lorsqu'on accuse un retard de développement. Il est à noter qu'une position ouverte peut résulter d'un début fermé, d'un début semi-fermé ou d'un début semi-ouvert (par exemple, la variante d'échange de la défense française : 1. e4 e6 2. d4 d5 3. exd5 exd5), et non nécessairement d'un début ouvert. 
L'opposé d'une position ouverte est une position fermée (par exemple dans la Benoni tchèque : 1. d4 Cf6 2. c4 c5 3. d5 e5 4. Cc3 d6 5. e4). Une position fermée a peu de lignes ouvertes (colonnes, rangées ou diagonales), ce qui tend à réduire la puissance des Dames, Tours et Fous (en revanche, les Cavaliers peuvent toujours bondir par-dessus les obstacles). Elle résulte, en général, d'une ouverture où les pions du centre ne se sont pas échangés rapidement. La position fermée se caractérise fréquemment par des chaînes de pions imbriquées, des positions à l'étroit avec peu d'opportunités d'échanges, et de nombreuses manœuvres derrière les lignes. C'est une guerre de tranchées. Le jeu positionnel de la période moderne s'oppose ici au jeu de combinaison de l'ère romantique. Une telle position peut cependant évoluer et devenir plus tard une position ouverte, où les échanges ont ouvert des colonnes, des rangées et des diagonales, et où il y a peu de pions au centre.